# Der Schuhu und die fliegende Prinzessin (Oper)
Der Schuhu und die fliegende Prinzessin ist eine Oper in drei Abteilungen von Udo Zimmermann (Musik) mit einem Libretto von Udo Zimmermann und Eberhard Schmidt nach dem Märchen Der Schuhu und die fliegende Prinzessin von Peter Hacks. Sie wurde am 30. Dezember 1976 im Großen Haus der Staatsoper Dresden uraufgeführt.

## Handlung
Peter Hacks’ Märchen zeigt unter dem Eindruck der Trennung der Menschheit in zwei Gesellschaftssysteme durch den „Eisernen Vorhang“ die utopische Vorstellung eines Vogels, der problemlos die Grenzen überfliegen kann, um sich seine eigene Meinung zu bilden und letztlich einen paradiesischen Ort auf einem Berggipfel zu suchen.:557 In der Opernfassung wird daraus eine „Parabel über Sehnsucht nach Liebe und Glück in anachronistischen Verhältnissen“.:558
Die Frau eines armen Schneiders bekommt ihr zehntes Kind. Unerwarteterweise ist es kein Baby, sondern ein Ei, aus dem nach sieben Monaten der „Schuhu“, eine Art Vogelmensch, schlüpft. Dieser besitzt magische Kräfte, durch die er „aus wenig viel“ machen kann. Der Schuhu verhält sich zunächst unauffällig, doch dann erfährt der Bürgermeister von seinen Fähigkeiten und kauft ihn seinem Vater ab. Da der Schuhu aber auch alles Schlechte vermehrt, verstößt der Bürgermeister ihn schnell wieder. Auch seine Eltern nehmen ihn nicht mehr auf. Der Schuhu begibt sich auf eine Wanderung, um einen neuen Herrn zu suchen. Nach einer Abfuhr am Hof von Coburg-Gotha erhält er schließlich eine Stellung als Nachtwächter im siebzehnten kaiserlichen Garten des Kaisers von Mesopotamien, der sich im Krieg mit seinem Bruder, dem Großherzog von Coburg-Gotha, befindet. Der Schuhu lockt mit dem Spiel auf seinem Nachtwächterhorn die fliegende und singende Prinzessin von Tripolis herbei. Schon bevor sie sich das erste Mal begegnen, verlieben sich die beiden ineinander. Sowohl der Kaiser als auch der Großherzog werben um die Prinzessin, da sie ihren Vater als Bündnispartner gegen ihren jeweiligen Bruder benötigen. Die Prinzessin erklärt sich jedoch für den Schuhu. Daraufhin verbünden sich Kaiser und Großherzog, um gemeinsam ihren Rivalen aus dem Weg zu räumen. Der Schuhu besiegt ihre vereinten Heere in einer Seeschlacht und kann endlich in Tripolis die Prinzessin heiraten. Nach dem Tod ihres Vaters herrschen sie gemeinsam über das Land, doch nach einer Weile macht sich Langeweile breit. Die Prinzessin erliegt den Verführungskünsten des Starosten von Holland und folgt ihm in seine Heimat. Da dieser jedoch ihre Freiheit unnötig einschränkt, sehnt sie sich bald wieder nach dem Schuhu, ruft diesen mit ihrem Gesang und zieht mit ihm in einen paradiesischen Ort auf einem Berggipfel.
Die folgende Inhaltsangabe der Oper basiert auf den Angaben bei Czerny, Neef, Kloiber, Harenberg und Reclam sowie einigen Details aus dem Artikel im Tamino Klassikforum.

### Erste Abteilung: „Die Geburt des Schuhu“
Szene 1. Es war ein armer Schneider. Der Schneider lädt anlässlich der bevorstehenden Geburt seines zehnten Kindes Verwandte und Freunde ein. Der Bürgermeister des Dorfes soll Pate werden.
Szene 2. Die Gäste kommen. Für die eintreffenden Gäste besorgt der Schneider ein Bierfass.
Szene 3. Die Geburt des Schuhu-Eies. Der Bürgermeister betrinkt sich und schläft schnarchend ein. Als der Schneider nach der Niederkunft seiner Frau stotternd das Ergebnis präsentiert, sind die Gäste schockiert – es handelt sich um ein Ei. Im folgenden Durcheinander lässt es der Schneider erschrocken fallen. Es rollt unter einen Schrank. Der inzwischen wieder erwachte Bürgermeister fragt nach seinem Patenkind. Darauf erzählt ihm der Schneider von dem Geschehen. Der Bürgermeister fühlt sich von den lachenden Gästen verhöhnt.
Szene 4. Der Bürgermeister sinnt auf Rache. Der Bürgermeister verlässt laut drohend das Haus („Diese Lache fordert Rache, schreckliche und tausendfache“).
Szene 5. Großreinemachen im nächsten Frühjahr. Beim Hausputz sieben Monate später wird das Ei wiedergefunden. Der Schneider will es als Stopfei benutzen, doch als er es in einen Ärmel steckt, erklingt eine Stimme und gibt Anweisungen, wie es auszubrüten sei: Es müsse in siedendes Wasser gelegt und anschließend vom Schmied aufgeschlagen werden.
Szene 6. Der Schneider tat zum Brunnen den Gang (Pantomime). Die Schneidersfrau und die Nachbarinnen erzählen, wie der Schneider das Ei im Brunnenwasser kochen und mit dem größten Hammer auf dem Amboss zerschlagen lässt.
Szene 7. Die Schalen zerbrechen. Der „Schuhu“, ein Zwischenwesen aus Vogel und Mensch, schlüpft aus dem zerborstenen Ei und beruhigt seinen unglücklichen Vater sofort: Er werde den Menschen verborgen bleiben, denn alle werden ihn für eine Schneiderpuppe halten.
Szene 8. Der Schneider sieht seinen Ruf bedroht. Verfolgt von den „Schande“-Rufen der Dorfbewohner eilt der Schneider mit dem unter seinem Mantel verborgenen Schuhu nach Hause. Da die Tür abgeschlossen ist, muss er warten, bis ihn seine Frau hineinlässt.
Szene 9. So stand der Schuhu in der Stube und stand still auf seinem Fleck. Die Schneider und ihre Nachbarn sind verwundert über das Verhalten des Schuhu, der mit den Augen rollend über die Welt nachdenkt. Der Bürgermeister ruft in der Ferne noch immer nach Rache.
Szene 10. Die Rache des Bürgermeisters. Der Bürgermeister gibt einen Mantel in Auftrag, den der Schneider aus einem handgroßen Stück Stoff herstellen soll. Falls er nicht akzeptiere, drohe ihm der Tod. Der Bürgermeister freut sich vor dem Haus über seine Rache, die ihm zur „Herzenssache“ wurde. Doch der Schuhu zaubert aus dem kleinen Fetzen ein großes Tuch, und so gelingt dem Schneider das Werk. Als der Bürgermeister seinen Mantel in Empfang nimmt, verlangt er heimtückisch die Stoffreste zurück. Der Schneider reicht ihm einen dicken Stoffballen und gibt ihm für den bezahlten Heller einen ganzen Dukaten zurück. Auf die Frage nach seinem Geheimnis antwortet der Schneider zögernd: „Ich habe einen Schuhu. Der macht aus wenig viel.“
Szene 11. Er macht aus wenig viel. Nachdem der Bürgermeister nun Bescheid weiß, möchte er natürlich den Schuhu für sich selbst haben. Er kauft ihn für hundert Dukaten dem Schneider ab. Der Schuhu selbst besiegelt den Vertrag. Unterwegs warnt er den Bürgermeister vor den möglichen negativen Folgen seiner Gabe, denn auch das Schlechte werde vermehrt. So könne er beispielsweise in einem Nieselregen ertrinken, oder an einer Ohrfeige seiner Frau sterben. Entsetzt verscheucht der Bürgermeister den Schuhu und eilt durch den Regen nach Hause, wo ihn seine Frau mit einer Maulschelle empfängt. Aber auch der Schneider verstößt seinen „falschen Sohn“, der schlauer ist als die Obrigkeit. Der enttäuschte Schuhu lässt sich weinend vor der Türschwelle nieder.

### Zweite Abteilung: „Die Wanderung des Schuhu (1. Teil)“
Szene 1. Abschied von der Vaterstadt. In der Nacht verlässt der Schuhu seine Heimat, um sich auf die Suche nach einem neuen Herrn zu machen. Er nähert sich im Morgengrauen dem Schloss von Coburg-Gotha.
Szene 2. Coburg-Gotha, die Schuhulogenszene. Der Schuhu will sich beim Herzog vorstellen. Ein Wachposten holt den „Großherzoglichen Hofschuhulogen“ herbei, der ihn begrüßt und seine Eignung einschätzt. Doch der Schuhu besteht die Prüfung nicht, da er die Schuhusprache nicht kennt. Er wird als „Auf-Schneider“ fortgejagt.
Szene 3. Die Prinzen-Pantomime. Einer der Darsteller berichtet von der Ankunft des Schuhu in Mesopotamien. Dort liegt der Kaiser mit seinem Bruder, dem Großherzog von Coburg-Gotha, wegen der Farbe ihrer Bärte in Krieg. Der des Kaisers ist rot, der des Großherzogs grün. Um die jeweilige Farbe herzustellen, verwendet der Kaiser rote Schnecken, der Herzog aber Spinat. Die Schnecken haben jedoch die Grenze verletzt, um den Spinat zu fressen. „Aus so beschaffenen Dingen entsprang der Krieg.“
Szene 4. Die Verurteilung des Berges. Auf der Landstraße trifft der Schuhu auf den Kaiser mit seinem Gefolge. Er versteckt sich vorsichtshalber hinter einem Berg und beobachtet, wie der Kaiser den Berg vom Obersten Schneckenhirten anklagen lässt. Da sich der Berg nicht verteidigt, lautet das Urteil: Er wird „ausgetilgt […] aus der Gegenwart und aller Zukunft“, weil er dem Heer im Wege steht und das Pferd des Kaisers zu Fall gebracht hat.
Szene 5. Die Vollstreckung des Urteils und das Lachen des Kaisers. Soldaten tragen den Berg ab und schichten ihn daneben in gleicher Höhe neu auf. Der Kaiser bekommt bei diesem Anblick einen Lachkrampf.
Szene 6. Auf dem Weg nach der Hauptstadt. Der Schuhu hat sich dem Gefolge des Kaisers angeschlossen. Er begleitet den Marsch zur Hauptstadt mit einem Leierkasten. Seine Musik verwandelt sich allmählich in einen langsamen Walzer. Als er endlich vor den Kaiser tritt, um ihm seine Dienste anzubieten, lässt er die Kurbel des Leierkastens los. Die Musik spielt dennoch bis zu seinem Handzeichen weiter.
Szene 7. Die Rätsel des Schuhu. Auf die Frage des Kaisers nach seinen Fähigkeiten erwidert der Schuhu: „Ich kann bei Nacht sehen, alle Rätsel lösen und gute Ratschläge erteilen.“ Als der Kaiser darauf hinweist, dass er bereits zehntausend Gelehrte habe, meint der Schuhu, er sei klüger als sie alle. Der Kaiser gestattet ihm, seinen Leuten drei Fragen zu stellen. Zuerst fragt der Schuhu, was aus einer weißen Kugel komme und in eine schwarze gehe. Niemand weiß die Antwort – es ist der Schuhu selbst, der aus einem Ei geschlüpft ist und nach seinem Tod in die schwarze Erde gehen wird. Auch die zweite Frage – was kommt nur zustande, wenn es abgelagert, ausgekocht und dann abgehärtet ist – kann niemand beantworten. Wieder ist er selbst die Antwort. Die dritte Frage ist eine Fangfrage: Was fällt im Winter vom Himmel und schmilzt in der Hand? Die Gelehrten antworten spontan: „Das bist du!“ – doch richtig wäre „eine Schneeflocke“. Nach dieser erfolgreichen Probe lobt der Kaiser den Schuhu, stellt ihn als Nachtwächter im siebzehnten kaiserlichen Garten ein und gibt ihm ein Horn.
Szene 8. Das Hornkonzert (Echos). Der Schuhu sieht sich das Instrument genau an und beginnt darauf zu spielen. Ein Echo nimmt seine Melodie kontrapunktisch auf.
Szene 9. Das Hornkonzert und das Königreich Tripolis (Simultan-Szene). Die Horntöne fliegen weit bis ins Königreich Tripolis, wo sie die „fliegende Prinzessin“ begeistern. Sie versucht, die Melodie nachzusingen.
Szene 10. Der Flug der Sehnsucht. Die Sehnsucht der Prinzessin wird so unwiderstehlich, dass sie nach Mesopotamien fliegt. Noch bevor sich die beiden sehen, überlagert sich ihr Gesang mit den Echotönen des Schuhu. Die Szene verwandelt sich in den kaiserlichen Garten. Es ist Abend. Der Schuhu hängt sein Instrument an einen hohlen Baum und legt sich darin schlafen.
Szene 11. Was für ein wundervolles Lied. Der Schuhu wurde vom Gesang der Prinzessin geweckt. Er findet ihn wunderschön und steigt aus dem Baum, um sich nach der Sängerin umzusehen. Doch kann er sie im Dunkeln nicht finden. Da die Töne von oben kommen, erhebt er sich singend in die Luft. Unterdessen ist die Prinzessin an seinem Baum angekommen, wo sie den Schuhu nicht mehr antrifft. Sie ist genauso fasziniert von seinem Gesang wie er von ihrem. Am frühen Morgen fliegt sie zurück nach Tripolis. Sie hat den Schuhu nicht gefunden. Dennoch haben sich beide ineinander verliebt.
Szene 12. Die beiden Reiche. Die beiden verfeindeten Brüder erkennen, dass ihre Heere gleich stark sind und sie sich militärisch nicht besiegen können. Beide besprechen sich mit ihren jeweiligen Ratgebern – der Kaiser von Mesopotamien mit dem Obersten Schneckenhirten und der Großherzog von Coburg-Gotha mit dem Ersten Spinatgärtner. Beide erhalten den Rat, die fliegende Prinzessin zu ehelichen, um ein Bündnis mit ihrem Vater, dem wohlhabenden König von Tripolis, zu schließen. Schneckenhirt und Spinatgärtner eilen als Brautwerber nach Tripolis.

### Dritte Abteilung: „Die Wanderung des Schuhu (2. Teil)“
Szene 1. Der Wettlauf der Brautwerber. Trotz aller Bemühungen erreichen Schneckenhirt und Spinatgärtner Tripolis zur gleichen Zeit, während der König Mittagsschlaf hält.
Szene 2. Der Reigen (Des Königs Träume). Der König erwacht von dem fernen Lied der Prinzessin
Szene 3. Die Brautwerbung. Die beiden Brautwerber bitten den König für ihre jeweiligen Herrscher um die Hand seiner Tochter. Dieser akzeptiert gedankenverloren beide Bewerber. Da dies nicht geht, überlässt er die Entscheidung seiner Tochter. Doch diese will nur denjenigen heiraten, dem ihr erster und letzter Gedanke gelte – dem Sänger und Hornspieler aus dem siebzehnten Garten des Kaisers. Als die beiden Herrscher von der Entscheidung erfahren, wissen sie sofort, dass der Schuhu ihr Rivale ist.
Szene 4. Die Lage wird immer verwickelter. Beide Herrscher erkennen, dass sie nur gemeinsam gegen den Schuhu vorgehen können. Auf Rat ihrer Beamten beschließen sie, „brüderliche Briefe“ zu schreiben.
Szene 5. Das Briefdiktat. Kaiser und Großherzog diktieren ihren Ministern identische Briefe. Anschließend begeben sie sich mit ihren Heeren zur Grenze zwischen ihren Reichen.
Szene 6. Wider den Schuhu. Die Brüder schwören einander Frieden, bis der Schuhu gefangen, gebraten und aufgegessen wurde. Ein kurzer Streit über die zu verwendenden Gewürze kann mit Hilfe der Minister beigelegt werden.
Szene 7. Siebzehnter kaiserlicher Garten zu Ktesiphon. Erneut singt der Schuhu im Garten. Als er aus der Ferne die Stimme der Prinzessin vernimmt, beschließt er, sie zu suchen.
Szene 8. Verfolgt den Schuldigen. Soldaten beider Parteien durchsuchen den Garten nach dem Schuhu. Doch der „Feind“ ist bereits abgereist. Der Kaiser geht davon aus, dass er sich auf dem Weg nach Tripolis befindet.
Szene 9. Die Seeschlacht. Der Schuhu segelt auf einem Schiff über das Mittelmeer, als die ihn verfolgenden Flotten der beiden Herrscher angreifen. Doch er kann die enternden Soldaten mit seinem Schnabel abwehren und die auf ihn abgefeuerten Kanonenkugeln zurückschleudern und so die feindlichen Schiffe versenken. Schließlich wirft ihm der Kaiser sein größtes Schiff an den Kopf. Der Schuhu fällt von Bord, taucht aber wieder auf und wirft im Gegenzug eine Insel auf die feindliche Flotte. Alle Krieger kommen um. Nur die beiden Herrscher überleben, indem sie sich an einem vorbeitreibenden Kochlöffel festhalten.
Szene 10. Viel Bosheit endet und viel Streit in des Meeres Gerechtigkeit. Der Schuhu schleppt sich zum Leierkasten und dreht an der Kurbel. Alle Darsteller versammeln sich und singen Vokalisen. Neues Leben erwacht.
Szene 11. Übertreibung der Gefühle. Endlich trifft der Schuhu im Palast des Königs von Tripolis auf die geliebte Prinzessin. Die Begegnung ist so beeindruckend, dass beide verliebt in Ohnmacht fallen. Der König weckt sie mit einem Wasserguss aus einer Gießkanne. Beide bewundern die Schönheit des jeweils anderen. Sie umarmen und küssen sich und ziehen sich dann innig umschlungen zurück. Der König kündet die Hochzeit an.
Szene 12. So groß war ihrer Liebe Gewicht, dass es beinah ihr Herz zerbricht. Zur Feier versammeln sich nacheinander alle Darsteller für ein großes fugiertes Ensemble.
Szene 13. Ihrer Liebe Gewicht zerbricht. Nachdem der Schuhu und die Prinzessin eine Zeitlang zusammengelebt haben, stirbt ihr Vater. Ein Erzähler teilt dem Publikum mit, dass es zu dieser Zeit mit dem Starosten von Holland noch einen anderen „großen Potentaten auf der Erde“ gab. Dieser kommt während einer Weltreise auf einem seiner vielen Schiffe zu Besuch nach Tripolis.
Szene 14. Der Starost von Holland. Der Starost sitzt schweigend neben dem lesenden Paar. Die Prinzessin stellt ihm einige Fragen nach seiner Reise, die der Starost sehr knapp beantwortet. Der Schuhu verabschiedet sich schläfrig.
Szene 15. Ein Schwur zu viel. Der Starost bereitet sich eine Stulle, von der er der Prinzessin die Hälfte abgibt. Sie geht ins Schlafzimmer, um dem Schuhu ihre Liebe und Treue zu versichern. Dies tut sie drei Mal. Der Schuhu glaubt, dass sie ihn nicht mehr liebe, aber sicher eines Tages wieder lieben werde. Er geht fort. Die Prinzessin bleibt weinend zurück. Drei Tage später heiratet sie den Starosten. Die beiden ziehen in seine Heimat nach Holland.
Szene 16. Das war ein gutes Frühstück. Der Starost lobt seine Frau. Doch als sie wieder einmal fliegen möchte, verbietet er ihr das und fesselt sie an einen großen Edamer Käse.
Szene 17. Ich bin die fliegende Prinzessin. Die Prinzessin singt Vokalisen, um den Schuhu zu erreichen. In den Pausen wartet sie immer wieder auf ein Echo. Endlich ist in der Ferne das Horn zu hören, dass sich allmählich nähert. Ein Vogelschwarm verfinstert die Sonne für eine Weile. Als es wieder hell wird, ist der Schuhu eingetroffen, um die Prinzessin zu befreien. Vom Käse ist nichts mehr zu sehen.
Szene 18. Ich denke, ich will (Finale). Der Schuhu erzählt der Prinzessin von seinen Erlebnissen seit der Trennung: Er wurde in seinem Heimatdorf, wo nun sein Vater das Amt des Bürgermeisters übernommen hatte, nicht mehr aufgenommen. Coburg-Gotha und Mesopotamien waren zugrunde gegangen, weil sich nach dem Tod der Soldaten niemand mehr um die Spinatpflanzen kümmerte und dadurch auch die Schnecken verhungerten. In einem Wald traf der Schuhu auf den ehemaligen Kaiser und seinen Bruder, die dort zusammen als arme Köhler wohnen. Endlich entdeckte er auf der Kuppe eines großen Berges einen paradiesischen Ort, an dem die Menschen friedlich „von ein paar Bäumen mit Pfirsichen, Mandeln und Oliven“ leben. Die Prinzessin und der Schuhu machen sich gemeinsam auf den Weg zu diesem Berg.

## Gestaltung

### Orchester
Die Oper benötigt zwei identisch aufgebaute Kammerorchester mit den folgenden Instrumenten:
- Holzbläser: zwei Flöten (auch Piccolo), Oboe, zwei Klarinetten
- Blechbläser: Horn, zwei Trompeten, Posaune
- Pauken (auch Schlagzeug)
- Klavier
- Singende Säge
- Streicher (solistisch): Violine 1, Violine 2, Bratsche, Violoncello, Kontrabass

Zusätzlich benötigt werden:
- „Leierkasten“ (Blockflötenquartett)
- Tonband

Die 34 Musiker und der das Tonband bedienende Techniker spielen auf der Bühne und haben auch szenische Aktionen.

### Musik
Die Oper ist durchkomponiert und in insgesamt 42 Szenen unterteilt.
Im Gegensatz zur Sprechtheaterfassung gibt es in der Opernfassung keinen expliziten Erzähler mehr. Dessen Rolle wird auf die Musik (u. a. den Leierkasten) übertragen:557 und auf die verschiedenen Darsteller verteilt. Diese haben somit neben ihren eigentlichen Bühnenrollen die Aufgabe, die Handlung zu erzählen und zu kommentieren und wirken außerdem an der Bedienung der Bühne mit. Auch ihre Verwandlungen zwischen den jeweiligen Funktionen geschehen auf der Bühne und sind Bestandteil der Handlung.:555 Ähnliches gilt für die Orchestermusiker, deren Verteilung auf zwei Orchester symbolisch für die Teilung der Welt in die Sphären von Coburg-Gotha und Mesopotamien steht.:559 Sie errichten den abzutragenden Berg (II.5) gleichsam als Klangplastik neu.
Den Aufbau des Leierkastens beschrieb Zimmermann folgendermaßen:

„Vier Kinder sitzen in einem Leierkasten und spielen Blockflöte. Durch leichtes Verstellen der Mundstücke ergibt sich ein fast typischer Leierkastenklang. Die Leierkastenmusiken intonieren vielfach Moritatenmusik, sind aber auch kontrapunktisch (horizontal und vertikal) zum Ensemble- und Orchesterpart eingesetzt und übernehmen ganz unterschiedliche Strukturen der Musik. Der Leierkasten wirkt auf das Orchester ein und erhält andererseits von dort Impulse; er ist ein Teil der großen Dimension der Musik, die sich auf allen Ebenen ausbreitet und alles zusammenhält.“

Für die märchenhafte Musik des Schuhu verwendet Zimmermann Klangtransformationen:

„Es handelt sich dabei nicht um elektronische Musik, sondern es sind die von den üblichen Orchesterinstrumenten aufgenommenen Klänge und Töne, die mittels Ringmodulation und Sinusgeneratoren verfärbt, verfremdet, transformiert werden. Dabei kommen neue Klangqualitäten heraus, die aber dennoch mit dem herkömmlichen Orchesterklang korrespondieren […]“

Diese speziellen mit technischen Mitteln erzeugten Klänge gehören wie auch die Echo- und Simultaneffekte zu der Sphäre des Schuhu und der Prinzessin. Eine weitere mehrfach angewendete Technik ist die Vokalise. Sie wird erstmals zu Beginn der Oper in der Schneiderstube eingesetzt, als die Dorfbewohner angesichts des merkwürdigen Schuhu einen zehnstimmigen Kanon mit großen melodischen Bögen in weiten Intervallen singen.:560
Zimmermann nutzt bewusst unkonventionelle Kompositionsverfahren, um die Figuren und Ereignisse intensiver auszuleuchten. „Kleinbürgerliche Spießerhaltungen“ karikiert er mit Hilfe tradierter Formmodelle. So sind die Rache-Rufe des Bürgermeisters sequenzartig gestaltet, und die anschließenden Lach-Chöre sind polyphone Ensemblesätze wie im Barock. Die beiden Singenden Sägen spielen anlässlich der scheinheiligen Versöhnung der feindlichen Brüder das Volkslied Du, du liegst mir im Herzen.:561 Auch aleatorische Elemente werden eingesetzt, und die Ausdrucksmöglichkeiten der Sänger reichen „vom rezitativartigen Parlando über rhythmisch fixiertes Sprechen, Flüstern und Zischeln bis hin zur Kantilene und zum zehnstimmigen Vokalisen-Kanon“.

## Werkgeschichte
Der Schuhu und die fliegende Prinzessin ist Udo Zimmermanns vierte Oper. Sie entstand in den Jahren 1972 bis 1975:554 im Auftrag der Dresdner Staatsoper.
Das Libretto schrieb Zimmermann selbst gemeinsam mit dem damaligen Dresdner Dramaturgen Eberhard Schmidt. Es basiert auf der Schauspielfassung des Märchens Der Schuhu und die fliegende Prinzessin von Peter Hacks, das 1964 in der Literaturzeitschrift Sinn und Form (Heft 2) erschienen war. Die Sprechtheaterfassung des ursprünglichen Prosamärchens erstellte der Autor wenig später gemeinsam mit der Regisseurin Uta Birnbaum. Sie wurde erstmals am 29. April 1966 von Studenten der Staatlichen Schauspielschule Berlin (darunter Hermann Beyer als Schuhu und Alexander Lang als Erzähler) im Berliner Arbeitertheater „bat“ aufgeführt.:557
Zimmermann erinnerte sich später an die Zusammenarbeit mit Peter Hacks. Dieser habe gelegentlich telefonisch beraten, und am Abschluss habe es eine gemeinsame Durchsicht des gesamten Werks am Klavier gegeben. Hacks habe abschließend gemeint, dass sein Stück „im ethischen Ziel und in der Substanz“ nicht beschädigt worden sei, obwohl sich der ursprüngliche Charakter vollständig verändert habe. Zimmermann erklärte das damit, dass er den Schwerpunkt auf den Traum des Paares Schuhu/Prinzessin vom Glück gelegt habe. „Die durchwanderten (oder ‚durchflogenen‘) Welten erweisen sich dem Schuhu als unbewohnbar, die bewohnbare Welt muß erst entdeckt werden.“:323f:558f
Die Oper wurde am 30. Dezember 1976 im Großen Haus der Staatsoper Dresden uraufgeführt.:558 Die Inszenierung stammte von Harry Kupfer und das Bühnenbild von Peter Sykora. Die musikalische Leitung hatte Max Pommer. In den Titelrollen sangen Jürgen Freier und Helga Termer.:562
Die Produktion erwies sich als außerordentlich schwierig für die Ausführenden, denen diese Form des Musiktheaters nicht vertraut war. Die Sänger nahmen die Herausforderung besser an als die Instrumentalisten, die auf akustische Probleme verwiesen und bei der Uraufführung entgegen den Wünschen des Komponisten im Orchestergraben spielten, statt auch szenisch mitzuwirken.:562
Trotz dieser Schwierigkeiten wurde wie Oper von Anfang an sowohl vom Publikum als auch von den Kritikern gut aufgenommen. Sie wurde vielfach in Ost- und Westdeutschland und im europäischen Ausland gespielt. Gastspiele mit der Besetzung der Uraufführung gab es 1977 in Berlin (Musikbiennale) und Budapest (Musikfestwochen), 1978 in Hamburg (300 Jahre Oper in Hamburg), 1979 in Wien (Festwochen) und 1981 in Zagreb (Musikbiennale). Weitere Aufführungen fanden in Darmstadt 1977 (Regie: Kurt Horres; auch als Gastspiel bei den Schwetzinger Festspielen), Greifswald 1978, Bielefeld 1979, Frankfurt/Oder 1980, Gera 1981 und Cottbus 1983,:562 am Gärtnerplatztheater München 1986, in Lübeck 1990, in Nürnberg 1991 sowie in Prag und Zagreb statt. Harry Kupfer inszenierte die Oper 1983 in Amsterdam. 1983 brachte Kurt Horres die Oper auch an die Duisburger Deutsche Oper am Rhein (Bühne: Ruodi Barth). Eine Produktion der Lübecker Bühnen im Jahr 1990 dirigierte Udo Zimmermann selbst.:562
Um diese Zeit herum nahm das Interesse an dem Werk ab. Man kritisierte eine gewisse „Märchen-Pseudoschlichtheit“. Wolfgang Schreiber schrieb in der Süddeutschen Zeitung vom 14. Juni 1988, dass „Udo Zimmermann seinem Publikum der siebziger Jahre im ‚Schuhu‘ gleichsam ein Kompendium dessen geliefert [habe], was die experimentelle Avantgarde damals ‚drauf‘ hatte.“ Doch all diese modernen Mittel funktionieren hier problemlos. So schrieb Detlef Gojowy 1987: „Es gibt eigentlich kein Klangmittel der experimentierenden Avantgarde: kein Glissando, keine elektronische Klangverfremdung, kein Verlassen der Bel-canto-Region, kein Multiplay und kein Klangtextil, das sich nicht völlig sinnvoll in dramaturgische Zusammenhänge fügen ließe. (Ähnlich hat diese Mittel auch Hans Werner Henze angewandt.)“:563 Nach dem Mauerfall hatte auch der politische Hintergrund keine Bedeutung mehr.
Für die Salzburger Festspiele 1995, die Internationale Sommerakademie Mozarteum Salzburg, die Oper Leipzig und den Mitteldeutschen Rundfunk erstellte Zimmermann eine gekürzte zweistündige Fassung der Oper. Sie hatte am 10. August 1995 im Großen Studio des Mozarteums Salzburg Premiere. Die Inszenierung stammte von Michael Heinicke und Elisabeth Clarke, Bühne und Kostüme von Stefan Wiel. Die musikalische Leitung hatte der Komponist. Die Titelrollen sangen Henryk Böhm und Anna Maria Pammer.
Die nächste Aufführung gab es erst 2016 im Rahmen einer Studioproduktion der Hochschule für Musik und Theater „Felix Mendelssohn Bartholdy“ Leipzig in der „Black Box“ der Hochschule. Für Juni 2021 plante die Oper Chemnitz eine szenische Aufführung des Regisseurs Lorenzo Fioroni, die allerdings aufgrund der Maßnahmen gegen die COVID-19-Pandemie verschoben werden musste. Das Werk wurde zwischenzeitlich in der Stadthalle Chemnitz aufgenommen und im Radio Deutschlandfunk Kultur gesendet.

## Aufnahmen
- 1978 – Peter Gülke (Dirigent), Rundfunk-Symphonie-Orchester Leipzig.
 Jürgen Freier (Schuhu), Helga Termer (Prinzessin), Hans-Joachim Hegewald (Erzähler), Eleonore Elstermann (Schneidersfrau), Ilse Ludwig (Nachbarin), Karl-Friedrich Hölzke (Bürgermeister), Armin Ude (Oberster Schneckenhirt), Günter Neef (Schuhuloge, Spinatgräber), Wolfgang Hellmich (Schneider, König von Tripolis), Hajo Müller (Kaiser von Mesopotamien), Rolf Tomaszewski (Herzog von Coburg Gotha).
 Studioaufnahme, Kurzfassung.
 Berlin Classics Nova 0013012BC (1 CD).[16]
- 18.–20. Mai 2021 – Diego Martin-Etxebarria (Dirigent), Robert Schumann Philharmonie Chemnitz.
 Andreas Beinhauer (Schuhu), Marie Hänsel (Prinzessin), Tatiana Larina (Sopran), Katharina Baumgarten (Sopran, 1. Schnecke), Maraike Schröter (Sopran, Schneidersfrau, 1. Spinatpflanze), Lena Kutzner (erster Alt, Nachbarin), Antigone Papoulkas (zweiter Alt, 2. Schnecke), Sophia Maeno (dritter Alt, 2. Spinatpflanze), Philipp Kapeller (erster Tenor, Bürgermeister, Gelehrter, Krieger), Florian Sievers (zweiter Tenor, Oberster Schneckenhirt, Schuhuloge), Reto Rosin (dritter Tenor, erster Spinatgärtner), Magnus Piontek (erster Bass, Schneider, König von Tripolis), Till von Orlowsky (zweiter Bass, Kaiser von Mesopotamien), André Eckert (dritter Bass, Herzog von Coburg-Gotha, Starost von Holland).
 Aus der Stadthalle Chemnitz.
 Radioübertragung auf Deutschlandfunk Kultur.[14][15]